# Pogorzelica (rzeka)
Pogorzelica – potok Pobrzeża Bałtyckiego, na pograniczu wysoczyzn Damnickiej i Polanowskiej oraz Pojezierza Kaszubskiego. W początkowym odcinku przepływa przez Jezioro Kozie. W górnym przepływie rzeka przepływa przez Warcimino i stanowiące rezerwat grodzisko wczesnośredniowieczne Runowo. Dolny (ujściowy) przepływ prowadzi Pradoliną Łeby-Redy do ujścia do rzeki Łeby w Chocielewku. Powierzchnia zlewni wynosi 94,1 km².
Nazwę „Pogorzelica” wprowadzono w 1948 roku, zastępując niemiecką „Mühl - Bach”.